# 小諸市

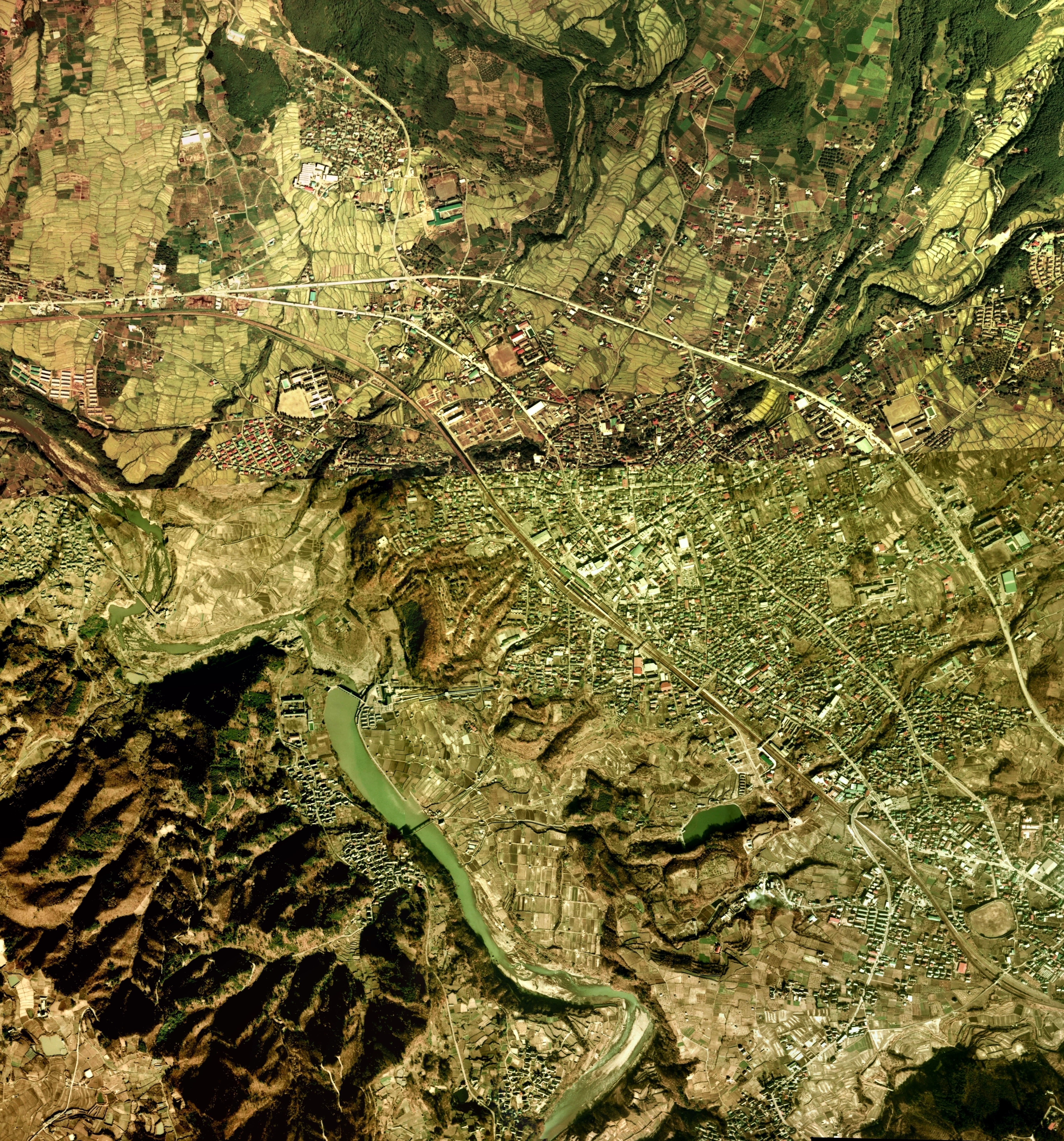
小諸市中心部周辺の空中写真。1975年撮影の6枚を合成作成。。

小諸市（こもろし）は、長野県東部に位置する市。江戸時代は小諸藩の城下町であった。1954年（昭和29年）市制施行。

## 地理
群馬県（江戸時代までの上野国）境に近く、北関東と信濃国（現在の長野県）と結ぶ北国街道の商都として栄えた。城下町と街道の宿場町を受け継ぐ小諸駅周辺が現在でも中心市街地で、市役所などがある。信越本線時代の小諸駅は特急全便が停車する主要駅であったが、長野新幹線（現在は延伸されて北陸新幹線）は南隣の佐久市にある佐久平駅経由となった。近年は佐久平駅に近い御影地区で住宅が増加している。
市内の広い範囲から南に蓼科山、北に浅間山が見え、空気の澄んだ日には遠く富士山をも望め「関東の富士見百景」に選定されている。市街地から千曲川までの高低差は100メートル程度ある。
千曲川は市の南部から西部を、流向を北から西へと大きく変えながら貫流する。千曲川は市を旧川辺村域とその他の地域とに分け、前者は洪積台地である御牧ヶ原台地、後者は1万年以上前に遡る浅間山の活動による火砕流台地からなっている。そのため、南東部では火砕流堆積物を河川が侵食した田切地形がみられる。谷底には水田が広がり、台地はモモやリンゴなどの果樹栽培に利用されている。
- 山：高峯山、黒斑山、蛇骨岳、車坂山（車坂峠）
- 河川：千曲川、蛇堀川、繰矢川、中沢川、深沢川、栃木川、花川、北川、など

### 隣接する自治体
- 長野県
  - 佐久市
  - 東御市
  - 北佐久郡御代田町
- 群馬県
  - 吾妻郡嬬恋村

### 土地の地目別面積
宅地10.728、田12.608、畑21.867、山林29.812、原野2.187、池沼0.329、その他20.965（単位:平方キロメートル (km2)、2018 (平成30)年1月1日現在）。

## 歴史
- 1954年（昭和29年）4月1日 - 北佐久郡小諸町・三岡村・南大井村が合併して小諸市が発足。
- 1957年（昭和32年）2月1日 - 北佐久郡御代田町の一部（大字塩野のうち乗瀬・水出地籍）を編入。
- 1959年（昭和34年）4月1日 - 小県郡東部町の一部（大字滋野のうち糠地・天池・井子・押出・芝生田地籍）を編入。
- 1974年（昭和49年）4月1日 - 市民憲章制定[4][注 1]。
- 2015年（平成27年）9月24日 - 新庁舎が開庁[5]。

## 人口
- DID人口比は12.6%（2015年国勢調査）。

| |                                        |  |
| 小諸市と全国の年齢別人口分布（2005年） | 小諸市の年齢・男女別人口分布（2005年） |  |
| ■紫色 ― 小諸市 ■緑色 ― 日本全国 | ■青色 ― 男性 ■赤色 ― 女性              |  |
| 小諸市（に相当する地域）の人口の推移 \| 1970年（昭和45年） \| 39,093人 \| \| \| 1975年（昭和50年） \| 39,936人 \| \| \| 1980年（昭和55年） \| 42,355人 \| \| \| 1985年（昭和60年） \| 43,705人 \| \| \| 1990年（平成2年） \| 44,888人 \| \| \| 1995年（平成7年） \| 45,711人 \| \| \| 2000年（平成12年） \| 46,158人 \| \| \| 2005年（平成17年） \| 45,499人 \| \| \| 2010年（平成22年） \| 43,997人 \| \| \| 2015年（平成27年） \| 42,512人 \| \| \| 2020年（令和2年） \| 40,991人 \| \| |                                        |  |
| 総務省統計局 国勢調査より |                                        |  |
| 1970年（昭和45年） | 39,093人                               |  |
| 1975年（昭和50年） | 39,936人                               |  |
| 1980年（昭和55年） | 42,355人                               |  |
| 1985年（昭和60年） | 43,705人                               |  |
| 1990年（平成2年） | 44,888人                               |  |
| 1995年（平成7年） | 45,711人                               |  |
| 2000年（平成12年） | 46,158人                               |  |
| 2005年（平成17年） | 45,499人                               |  |
| 2010年（平成22年） | 43,997人                               |  |
| 2015年（平成27年） | 42,512人                               |  |
| 2020年（令和2年） | 40,991人                               |  |

内訳は、中央地区16,026人、北大井地区7,868人、大里地区2,898人、川辺地区2,022人、三岡地区3,715人、南大井地区7,957人、西小諸地区2,026人（平成27年10月1日現在）。

## 地区
小諸市には、中央地区（東南部・東部・中部・西部）（旧小諸町）、北大井地区（旧北大井村）、大里地区（旧大里村）、川辺地区（旧川辺村）、三岡地区（旧三岡村）、南大井地区（旧南大井村）、西小諸地区（旧小県郡滋野村の一部）の10地区が存在する。

### 自治区名
| 地区           | 自治区数 | 自治区名 |
| -------------- | -------- | --- |
| 中央（東南部） | 10       | 小原区、東小諸区、東山区、乙女区、御幸町区、与良区、鶴巻区、赤坂区、南町区、緑ケ丘区                                                 |
| 中央（東部）   | 7        | 荒町区、紺屋町区、八幡町区、三和区、天池区、松井区、東雲区                                                                           |
| 中央（中部）   | 5        | 相生区、本町区、六供区、田町区、大手区                                                                                               |
| 中央（西部）   | 5        | 古城区、市町区、新町区、両神区、富士見平区                                                                                           |
| 北大井         | 15       | 原村区、中村区、八代区、西八満区、東区、藤塚区、石峠区、柏木上区、柏木下区、四ツ谷区、加増区、荒掘区、南ケ原区、乗瀬区、ひばりケ丘区 |
| 大里           | 5        | 菱野区、後平区、諸区、西原区、滝原区                                                                                                 |
| 川辺           | 10       | 大久保区、氷区、鴇久保区、西浦区、上ノ平区、久保区、大杭区、宮沢区、御牧ケ原区、諏訪山区                                             |
| 三岡           | 3        | 市区、耳取区、森山区 |
| 南大井         | 5        | 御影区、平原区、和田区、一ツ谷区、谷地原区                                                                                           |
| 西小諸         | 3        | 芝生田区、井子区、糠地区 |
|                | 68       | |

## 行政

### 市長
- 市長：小泉俊博（2016年4月19日就任、３期目）[8]

歴代市長
- 初代 - 小山邦太郎 1954年4月1日 - 1956年4月18日、1期
- 2代 - 町田増夫  1956年4月19日 - 1972年4月18日、4期
- 3代 - 小山威雄 1972年4月19日 - 1976年4月18日、1期
- 4代 - 塩川忠巳 1976年4月19日 - 1996年4月18日、5期
- 5代 - 小林俊弘 1996年4月19日 - 2004年4月18日、2期
- 6代 - 芹澤勤 2004年4月19日 - 2012年4月18日、2期
- 7代 - 柳田剛彦 2012年4月19日 - 2016年4月18日、1期

### 警察
本部
長野県警察
管轄
小諸警察署（小諸市八幡町三丁目3番9号）
交番
- 小諸駅前交番（小諸市相生町1丁目1-8）
- 美南交番（小諸市大字御影新田1441-3）

出典:

### 消防

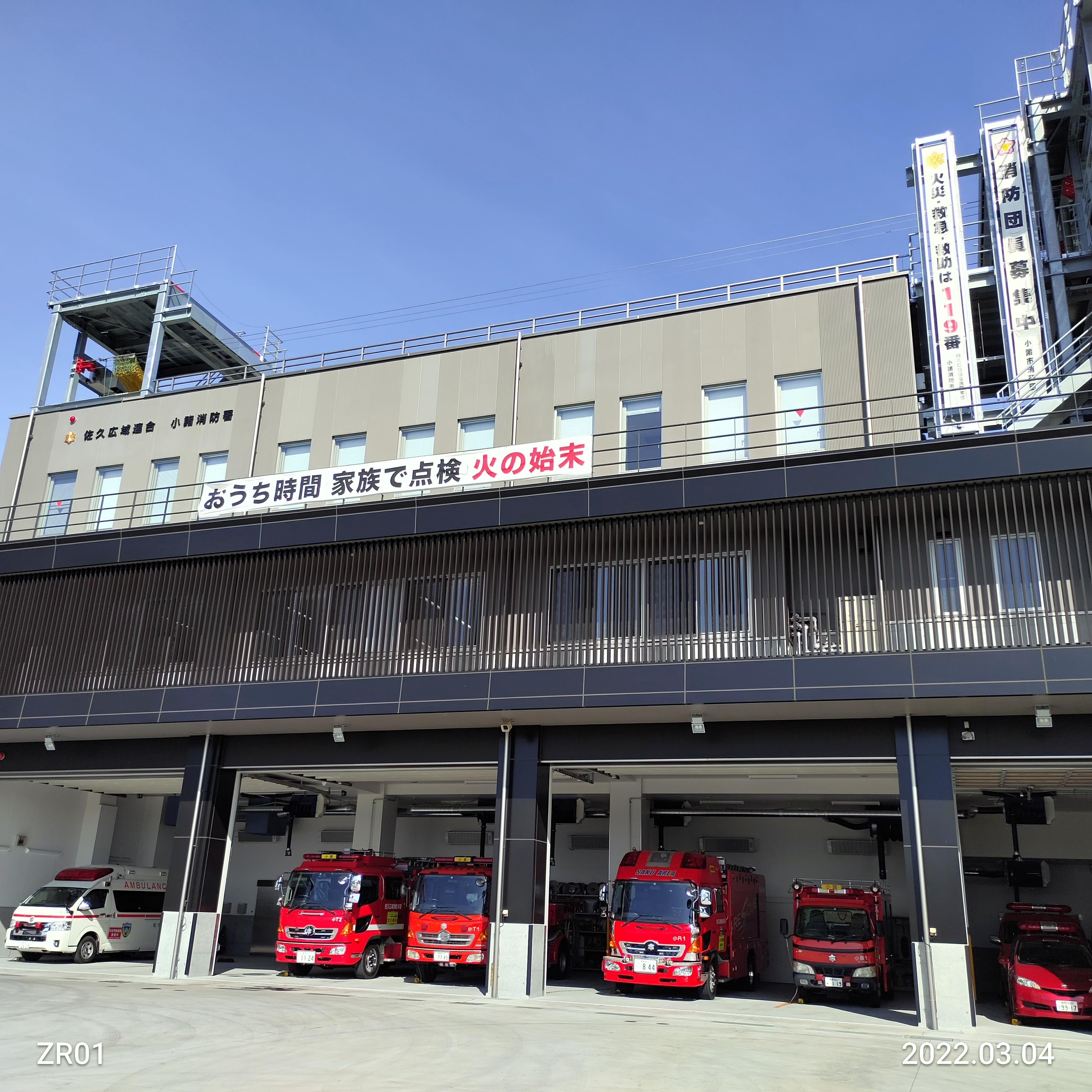
小諸消防署

本部
佐久広域連合消防本部
消防署
- 小諸消防署小諸消防署（小諸市与良町六丁目5番6号）

出典:

### 都市宣言

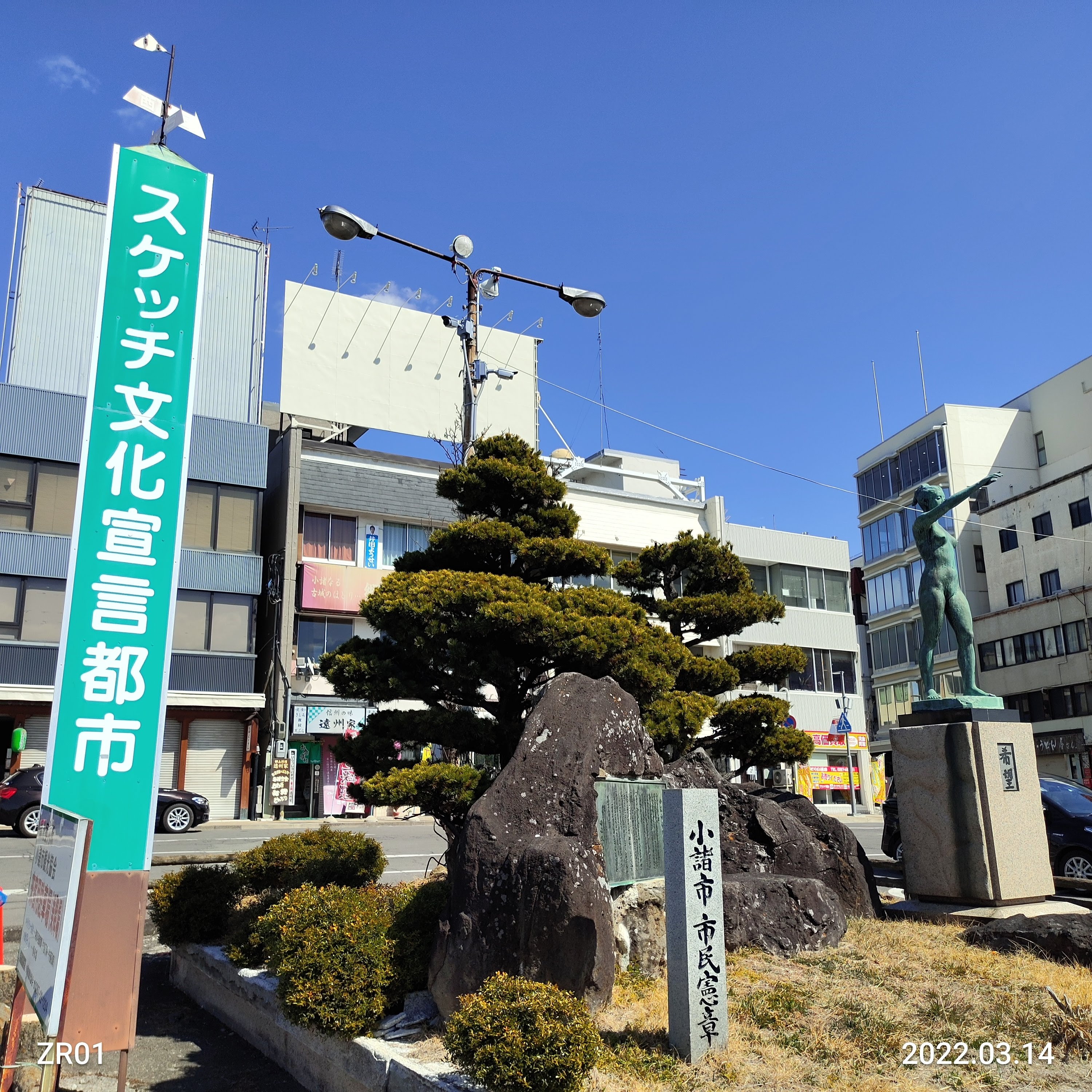
小諸駅前ロータリーのスケッチ文化宣言都市啓発塔

- 世界連邦平和都市宣言（昭和43年9月27日）
- 暴力追放推進宣言（昭和45年9月29日）
- 暴走族追放宣言（昭和55年7月24日）
- シートベルト着用の市宣言（昭和58年3月18日）
- 非核平和都市宣言（昭和59年6月25日）
- 青色申告、振替納税推進宣言（平成2年9月21日）
- ゆとり創造宣言（平成3年3月22日）
- 環境宣言（平成4年9月16日）
- 部落解放都市宣言（平成5年3月17日）
- 青少年健全育成都市宣言（平成9年3月21日）
- 小諸駅前ロータリーのスケッチ文化宣言都市啓発塔スケッチ文化都市宣言（平成11年3月17日）
- 生涯学習都市宣言（平成11年12月14日）
- 飲酒運転追放宣言（平成13年9月20日）
- 脱地球温暖化のまちづくり宣言（平成19年12月18日）

## 議会

### 長野県議会
- 選挙区：小諸市選挙区
- 定数：1人
- 任期：2023年4月30日 - 2027年4月29日

| 候補者名 | 当落 | 年齢 | 所属党派 | 新旧別 | 得票数 |
| -------- | ---- | ---- | -------- | ------ | ------ |
| 山岸喜昭 | 当   | 71   | 無所属   | 現     | 無投票 |

### 衆議院
- 選挙区：長野3区 （上田市、小諸市、佐久市、千曲市、東御市、南佐久郡、北佐久郡、小県郡、埴科郡）
- 任期：2021年10月31日 - 2025年10月30日
- 投票日：2021年10月31日
- 当日有権者数：399,168人
- 投票率：59.32％

| 当落 | 候補者名 | 年齢 | 所属党派                            | 新旧別 | 得票数    | 重複 |
| ---- | -------- | ---- | ----------------------------------- | ------ | --------- | ---- |
| 当   | 井出庸生 | 43   | 自由民主党                          | 前     | 120,023票 | ○    |
| 比当 | 神津健   | 44   | 立憲民主党                          | 新     | 109,179票 | ○    |
|      | 池高生   | 53   | NHKと裁判してる党弁護士法72条違反で | 新     | 3,722票   | ○    |

## 産業・経済

### 小諸市に本社機能を置く主な企業
- 日精エー・エス・ビー機械(所在地の標高940メートルで、日本で一番標高の高い場所にある一部上場企業)
- ツルヤ
- 浅間技研工業（住友商事グループ）
- 長野沖電気
- 長野県パトロール（長野県の出資はなく、いわゆる県の外郭団体や第三セクターではない）
- 小諸村田製作所（旧ルネサス東日本セミコンダクタ）
- アーデン（ホクトグループ）
- 信州味噌株式会社

### 主な商業施設
- こもろ東急百貨店(1983年～2002年)
- こもテラス
- STARRACE KOMORO（スタラス小諸）
- ツルヤ小諸東店
- アクロスプラザ小諸御影

### 市街地再開発

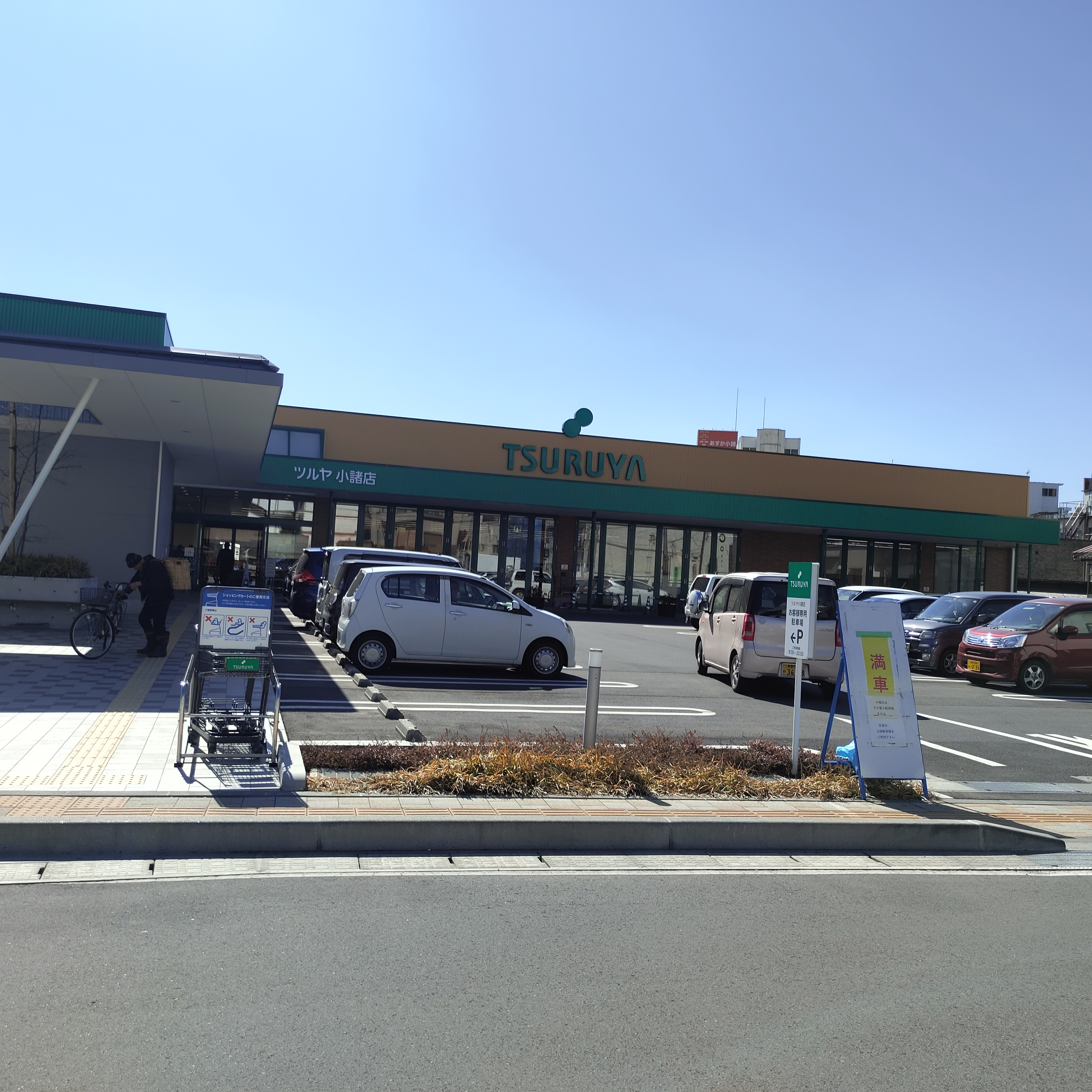
中心市街地活性化策で、市役所、図書館、病院の敷地に隣接した「こもテラス」の中にテナントとして誘致されたスーパーマーケットツルヤ小諸店

市役所隣接地にあったツルヤ小諸店跡地に、スーパーマーケットと高齢者・育児施設、コミュニティバスのターミナルを併せ持った複合施設の開発計画を市が進め、2021年8月22日こもテラスが開業、10月14日にツルヤ小諸店が開業した。
小諸商工会議所の歴代会頭
- 初代 - 小山久左衛門 　酢久商店・(名)純水館　　大正3年4月～大正6年1月
- 2代 - 平野五兵衛　東信肥料(名)　　　　　　大正6年1月～大正9年2月
- 3代 - 小山五郎　　丸九商店・(株)純水館　　大正9年2月～昭和4年2月
- 4代 - 小山三平　　佐久蠶種(株)　　　　　　昭和4年2月～昭和5年6月
- 5代 - 小山清右衛門　小諸繭糸(株)・(株)純水館　昭和5年6月～昭和8年5月
- 6代 - 小山甚三郎　(名)小山商会　　　　　　昭和8年5月～昭和16年1月
- 7代 - 山崎隆亮　　(資)山崎屋文具店　　　　昭和16年2月～昭和18年4月
- 8代 - 小山威雄  (株)丸五商店　　　　　　 昭和22年11月～昭和29年5月
- 9代 - 伊藤長治郎    小諸産業(株)                           昭和29年6月～昭和34年3月
- 10代 - 栁田柳三      (株)柳田材木店                       昭和34年4月～昭和36年3月
- 11代 - 小山甚三郎  (株)小山商会                           昭和36年4月～昭和40年3月
- 12代 - 中河嘉粳      東信電気土木(株)                  昭和40年4月～昭和42年3月
- 13代 - 佐野慎治      アカカンバン百貨店            昭和42年4月～昭和4４年3月
- 14代 - 新井藤雄　新井木材(株)　　　               昭和44年4月～昭和46年3月
- 15代 - 小林保平　信和電材管業(株)　               昭和46年4月～昭和50年9月
- 16代 - 髙橋太郎    (株)昭和堂                                 昭和50年10月～昭和54年3月
- 17代 - 唐澤久雄    三映電子工業(株)                   昭和54年4月～昭和56年3月
- 18代 - 大西　猛    (株)茶和園                                 昭和56年4月～昭和59年3月
- 19代 - 片井健雄    東信ブロック(株)                   昭和59年4月～平成2年3月
- 20代 - 掛川誠司    (株)ツルヤ                                平成2年4月～平成5年3月
- 21代 - 香坂　勝    (株)香坂建設                           平成5年4月～平成28年10月
- 22代 - 掛川興太郎（株）ツルヤ                         平成28年11月～令和４年10月
- 23代 -  塩川秀忠   (株)大栄製作所                       令和５年11月～

## 交通

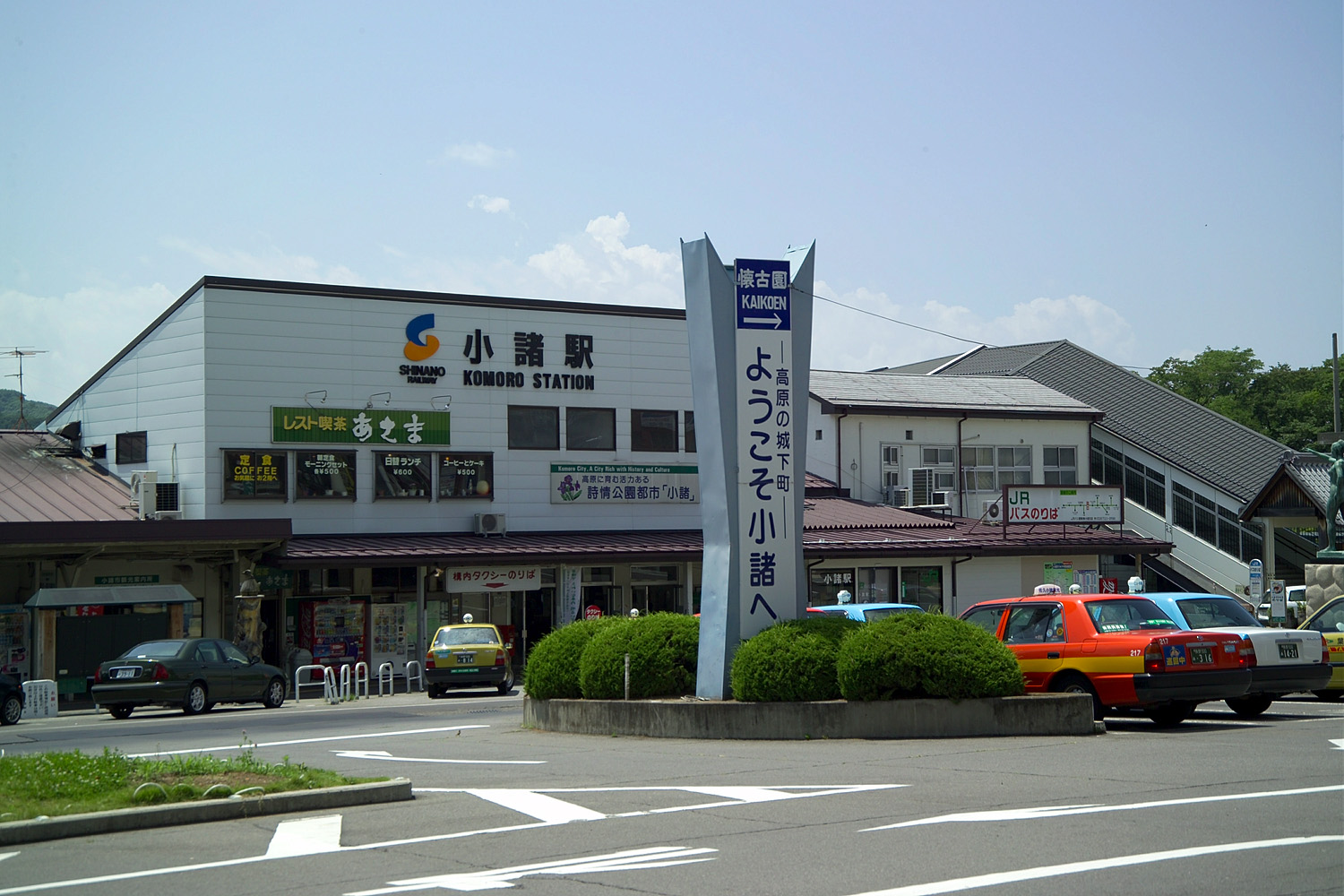
小諸駅

### 鉄道
東日本旅客鉄道（JR東日本）
■小海線
- - 美里駅 - 三岡駅 - 乙女駅 - 東小諸駅 - 小諸駅

しなの鉄道
■しなの鉄道線
- - 平原駅 - 小諸駅 -

- 中心となる駅：小諸駅

かつて存在した路線
布引電気鉄道(1936年廃止)
- - 布引駅 - 押出駅 - 花川駅 - 小諸駅

### 高速バス
- バスタ新宿（新宿駅）・練馬駅 - 小諸駅（JRバス関東）
- バスタ新宿（新宿駅）・池袋駅・下落合駅・練馬駅・川越的場 - 小諸駅・東御市役所（西武観光バス・千曲バス）
- 京都駅・大阪駅・あべの橋駅 - 軽井沢駅・小諸駅（千曲バス）「千曲川ライナー」
- 京都駅・大阪駅・ユニバーサル・スタジオ・ジャパン - 小諸駅（JRバス関東・西日本JRバス）「青春ドリーム信州号」

### 路線バス
- 千曲バス
- JRバス関東
- 東信観光バス
- コミュニティ交通
  - こもろ愛のりくん（予約制デマンド相乗りタクシー）
  - ※EVバス・e-ミライ号　（旧こもこむ号）は小諸市の新たな公共交通の構築を目指し、現在スクールバスとして運行（学生専用で一般の利用は不可）。

### 道路

#### 高速道路
東日本高速道路（NEXCO東日本）
E18 上信越自動車道
- - 佐久小諸JCT - 小諸高原BS - 小諸IC -

E52 中部横断自動車道
- - 小諸御影TB - 佐久小諸JCT

#### 一般国道
- 国道18号（小諸バイパス）
- 国道141号
- 国道142号（国道18号、141号と全区間重複）

かつては二級国道東京小諸線(国道254号、佐久市までの区間は現在の国道141号線と重複)が指定されていた。

#### 県道
- 長野県道40号諏訪白樺湖小諸線
- 長野県道78号佐久小諸線
- 長野県道79号小諸上田線（一部区間は浅間サンライン）
- 長野県道80号小諸軽井沢線（一部区間は浅間サンライン）
- 長野県道130号菱野筒井線
- 長野県道131号峰の茶屋小諸線
- 長野県道134号馬瀬口小諸線
- 長野県道137号借宿小諸線
- 長野県道139号小諸中込線
- 長野県道141号耳取三岡停車場線
- 長野県道142号八幡小諸線
- 長野県道153号立科小諸線

#### 広域農道
- 浅間サンライン
- 千曲ビューライン

#### 市道
- チェリーパークライン

## 名所・旧跡・観光スポット・祭事・催事

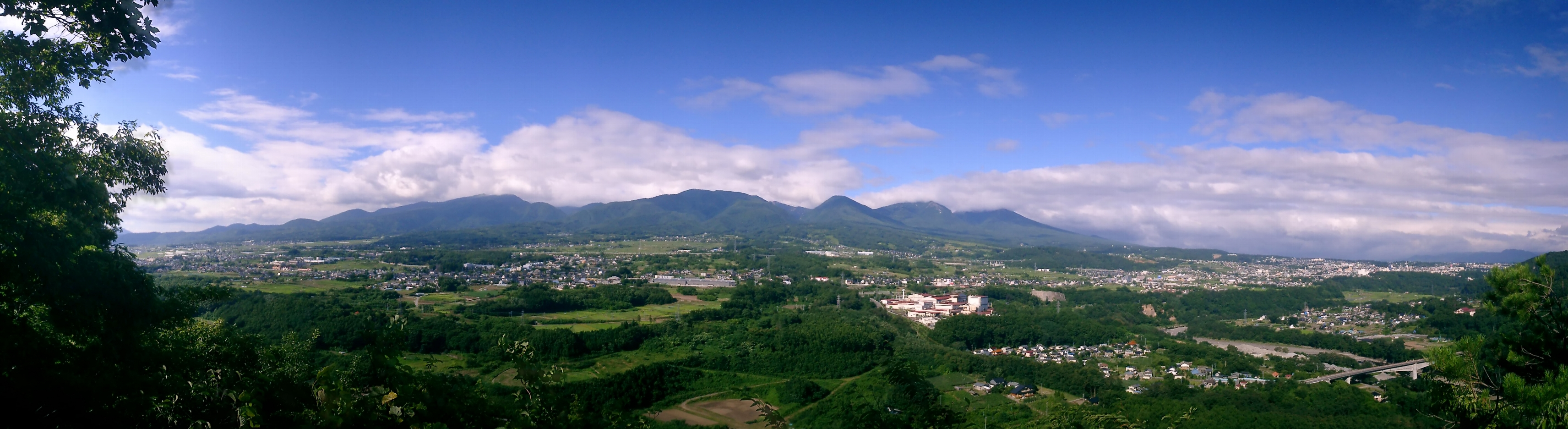
信濃三十三観音霊場第二十六番札所天台宗布引山釈尊寺「布引観音」から浅間山・小諸市を望む。布引観音は「牛に引かれて善光寺参り」伝説発祥の地である。

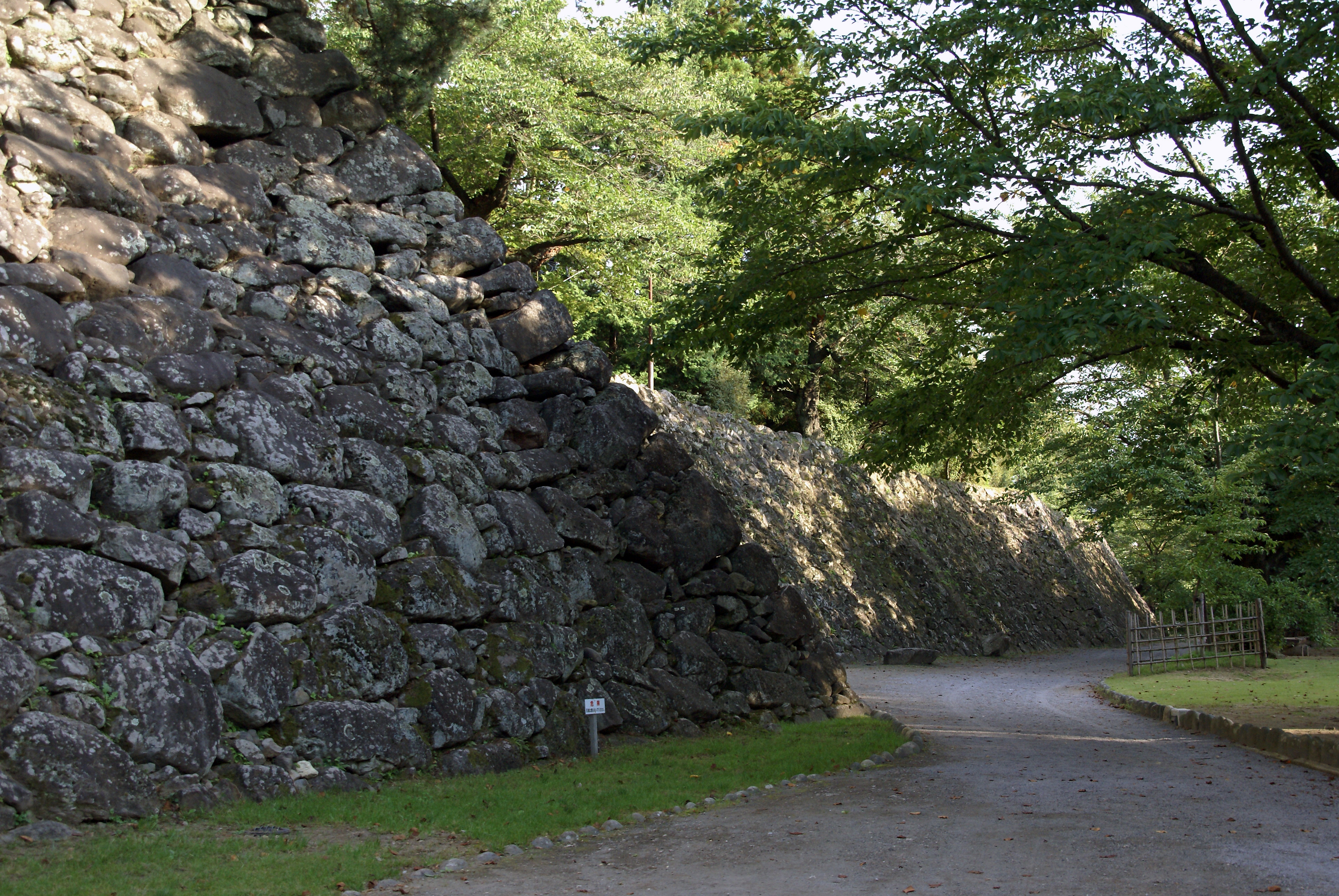
小諸城址

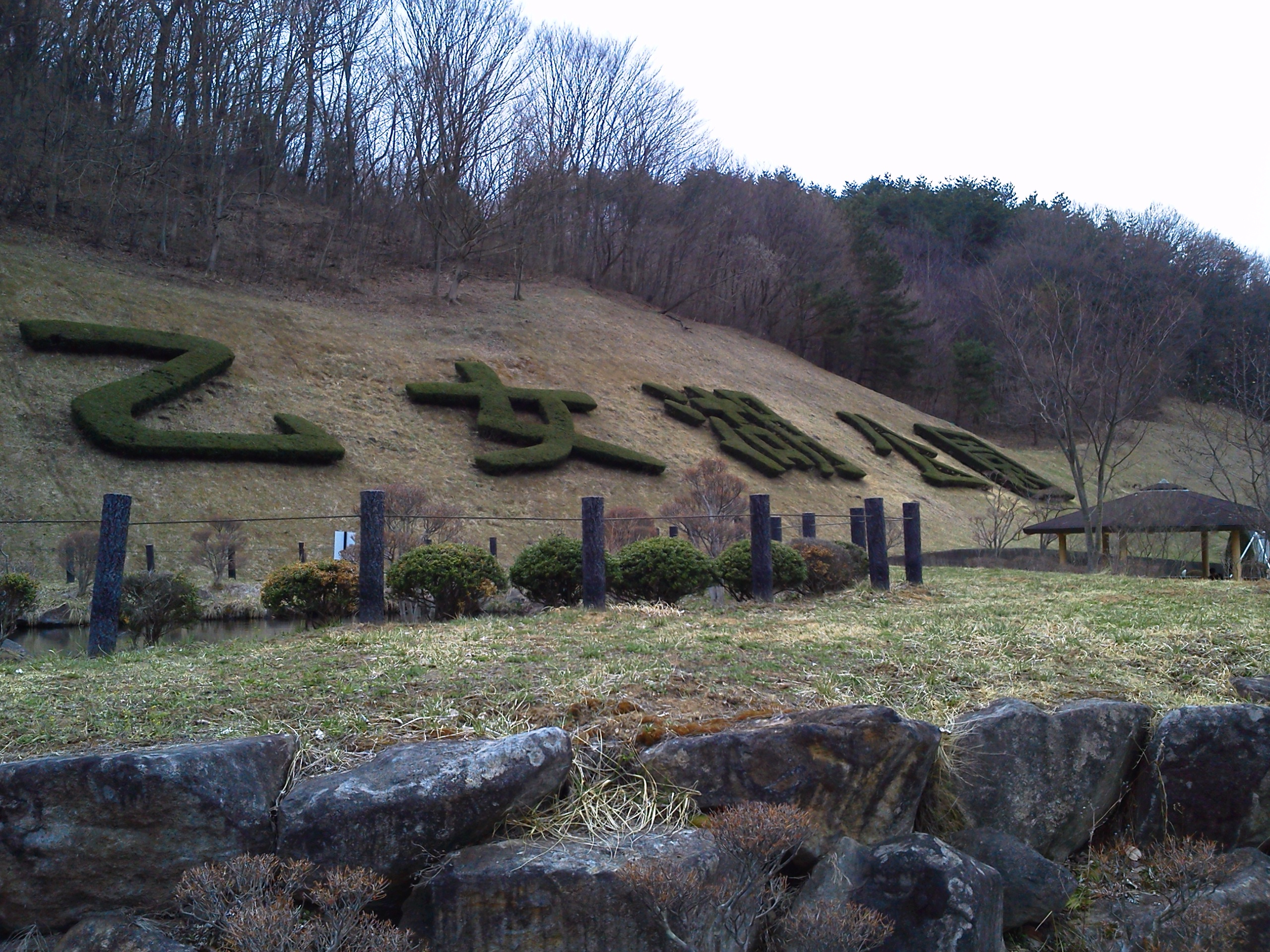
乙女湖公園

### 公営施設・公園
出典
- 小諸城址懐古園 - 国の重要文化財(三之門・大手門)。小諸市立藤村記念館、懐古神社、小山敬三美術館、小諸市立郷土博物館(閉館中)、徴古館、小諸市動物園、小諸市児童遊園地、鹿嶋神社
- 旧小諸本陣 - 国の重要文化財
- 小諸宿本陣主屋
- 小諸義塾記念館
- 小諸高濱虚子記念館
- 御影陣屋跡
- 天領の里・御影用水史料館
- 乙女湖公園
- 南城公園
- 飯綱山公園
- 市立小諸高原美術館・白鳥映雪館
- あぐりの湯こもろ
- 寺ノ浦石器時代住居跡（英語版） - 国の史跡
- テングノムギメシ産地 - 国の天然記念物

### その他の名所・施設
- 高峰高原
- 水明楼
- 西浦ダム
- 氷風穴
- 大塚酒造酒蔵資料館
- こもろ布引いちご園
- 中棚温泉
- 布引温泉
- 菱野温泉
- 高峰温泉
- マンズワイン小諸ワイナリー

### 寺院
- 布引観音（釈尊寺）
- 海応院 (市花:コモロスミレ発見の地)

### 祭事・催事
- 御影新田の道祖神祭り
- 健速神社祇園祭
- 二十五菩薩来迎会
- 夜明し念仏
- 小諸八幡宮八朔相撲
- 小諸・藤村文学賞
- 藤村忌　毎年8月22日[17]
- 虚子・こもろ全国俳句大会[18]
- 小山敬三記念小諸公募展[19]
- サイクリングフェスティバルあさま 車坂峠ヒルクライム大会
- サイクリングフェスティバルあさま グランフォンドKOMORO

## 姉妹都市
出典
- 中津川市（岐阜県、旧長野県木曽郡山口村） - 1973年（昭和48年）4月20日 - 姉妹都市提携。島崎藤村生誕の地の縁。
- 大磯町（神奈川県中郡） - 1973年（昭和48年）4月20日 - 姉妹都市提携。島崎藤村終焉の地の縁。
- 滑川市（富山県） - 1974年（昭和49年）4月23日 - 姉妹都市提携[21]。海の都市、山の都市の交流。

## 医療施設
- 浅間南麓こもろ医療センター
- 国立病院機構小諸高原病院

## 郵便
日本郵便の下記の郵便拠点がある。
| 集配郵便局   | 小諸郵便局                                                                                 |
| 無集配郵便局 | 北大井郵便局、小諸相生郵便局、小諸新町郵便局、小諸与良郵便局、三岡郵便局、南大井郵便局     |
| 簡易郵便局   | 小諸御幸町簡易郵便局、小諸和田簡易郵便局、芝生田簡易郵便局、滝原簡易郵便局、山浦簡易郵便局 |

## 教育

### 高等学校
- 長野県小諸高等学校
- 長野県小諸商業高等学校

### 中学校
- 小諸市立芦原中学校
- 小諸市立小諸東中学校

### 小学校
- 小諸市立東小学校
- 小諸市立水明小学校
- 小諸市立坂の上小学校
- 小諸市立野岸小学校
- 小諸市立千曲小学校
- 小諸市立美南ガ丘小学校

### 特別支援学校
- 長野県小諸養護学校

### その他
- 長野県農業大学校研修部
- 小諸看護専門学校
- 市立小諸図書館

### 特色
- 小諸市の教育の理念として梅花教育が掲げられている。保育園、幼稚園での運動遊び事業導入、小学校低学年学習支援事業、梅花教育再構築事業（旧魅力ある指導者育成事業）、英語教育指導主事の配置とALT直接雇用による英語教育の導入、小諸義塾塾長木村熊二の縁を活かした、アメリカミシガン州ホープカレッジでの中学生海外（語学・文化）学習など特色ある教育が行われている。

## ゆかりの著名人
（五十音順）
- 阿部守一（市内在住[22]・2018年現在の長野県知事）
- 伊東深水（太平洋戦争時疎開）
- 伊藤長七（自由主義教育者。「小諸を去る辞」で知られる）
- 海野和男（昆虫写真家[23]）
- 永六輔（太平洋戦争時疎開）
- 渥美清（寅さん）
- 樫山文枝
- 木村熊二（小諸義塾塾長）
- 小林亜星（太平洋戦争時疎開）
- 塩川喜信（トロツキー研究所所長、森山村出身の塩川三四郎の孫）
- 島崎藤村（小諸義塾講師）
- 高濱虚子（太平洋戦争時疎開）
- 堂本暁子（千葉県知事　太平洋戦争時軽井沢に疎開、小諸高校に通学）
- 遠山光（漫画家）
- 呑竜上人（上州太田大光院の上人・小諸に隠棲）
- 畑山博（太平洋戦争時疎開）
- 真木重遠（明治に、小諸で布教活動を行ったキリスト教の指導者の1人）
- 牧野康哉（小諸藩の名君）[注 2]
- 武藤千春（小諸市農ライフアンバサダー[24]）
- 森禮子
- 雷電為右衛門（少年期、小諸八幡宮で相撲を取ったという[25]）
- 若山牧水（田村医院に逗留）

## 出身著名人
（五十音順）
- 青木理（ジャーナリスト）
- 石塚重平（衆議院議員）
- 臼田亞浪（俳人）
- 大井数雄（翻訳家）
- 大井清吉（教育学者）
- 大池文雄（実業家、マルクス主義者）
- 荻原博子（経済ジャーナリスト）
- 小山田いく（漫画家、たがみよしひさの実兄）
- 恩田経介（植物学者、明治薬科大学学長）
- 樫山純三（オンワード樫山の創業者・馬主）
- 樫山欽四郎（早稲田大学教授・哲学者、女優・樫山文枝の父）
- 柏木集保（競馬評論家）
- 小林且雄（レーシングドライバー）
- 小林邦昭（元プロレスラー）
- 小林武治 (政治家･静岡県知事･参議院議員)
- 小林直樹（憲法学者）
- 小山完吾（衆議院議員）
- 小山久左衛門（実業家）
- 小山久之助（政治家、衆議院議員）
- 小山邦武（政治家、元飯山市長）
- 小山邦太郎（衆議院議員・小諸市長・参議院議員）
- 小山敬吾 (早稲田ゼミ創設、学校法人湖南学園理事長)
- 小山敬三（画家、名誉市民[26]）
- 小山松寿（衆議院議長・立憲民政党幹事長）
- 小山龍三（実業家、中日新聞社社主）
- 小山亮（衆議院議員）
- 櫻井寛（フォトジャーナリスト）
- 塩川一郎（農業、佐久鉄道取締役、佐久銀行監査役）
- 塩川賢三（深志倉庫社長、六十三銀行常務）
- 塩川三四郎（藝備銀行頭取、北海道拓殖銀行副頭取）
- 塩川幸次郎（農業、長野県多額納税者、大地主、佐久銀行監査役）[27]
- 塩川幸太（衆議院議員、長野県会議員、佐久銀行頭取）
- 塩川政巳（佐久銀行頭取）
- 清水愼一（観光学者）
- 白鳥映雪（画家、小諸市名誉市民[26]）
- 杉山重雄（プロ野球選手）
- 昔昔亭桃太郎（落語家）
- たがみよしひさ（漫画家、小山田いくの実弟）
- 瀧澤美奈子(科学ジャーナリスト）[28]
- 武重千冬（医学者）
- 田村志津枝（ノンフィクション作家）
- 田村智子（政治家、参議院議員、日本共産党委員長）
- 永原皓 - (作家　小説すばる新人賞受賞)[29]
- 韮沢忠雄（ジャーナリスト、元日本共産党赤旗編集局長）
- 野口元大（国文学者）
- ハタタケル（作家）
- 堀込基明（プロ野球選手）
- 前島眞奈美（声楽家）[30]
- 丸山隆平(経済ジャーナリスト）
- 宮口しづえ（児童文学者）
- 宮崎惇（小説家、漫画原作者）
- 美斉津恵友（俳優）
- 与良松三郎（教育者・実業家）
- Roni（ラジオDJ）

## 小諸を舞台（モデル）とした作品

### 映画
- 『高原に列車が走った』（1984年）
- 『男はつらいよ 寅次郎サラダ記念日』（1988年）
※なお、1995年に古城一丁目に「渥美清こもろ寅さん会館」が開館し、寅さんに関連した記念品等を保存展示していたが、2012年に運営元の株式会社寅さん会館が解散したため閉館した（ほとんどの収蔵品は館内から処分されている）[31]。
- 『博士の愛した数式』（2006年）※小諸城址懐古園などがロケ地となっている
- 『閉鎖病棟-それぞれの朝-』（2019年）※小諸高原病院でロケが行われた

### 漫画・アニメ
- 『すくらっぷ・ブック』（1980年から数年） - 当時作者が小諸在住であり、ほぼ全編が当時の小諸市を舞台としている。
- 『岳　みんなの山』（2003年 - 2012年） - 主人公の出身地
- 『あの夏で待ってる』（2012年）
- 『センゴク　権兵衛』（2015年 - 2022年） - 一時小諸を領した戦国大名仙石秀久の伝記漫画。浅間山の噴火に苦しむ土地である、当時の仙石氏の小諸統治、などの描写がある。
- 『ろんぐらいだぁす！』（2017年）

### 小説
- 『千曲川殺人悲歌―小諸・東京+-の交差[32]』（1997年）深谷忠記

- [33]『青春俳句講座 初桜』（2006年）
- 『若さま青春記』春陽文庫、1991年9月25日。ISBN 978-4394124146。颯手達治
- 『福を届けよ』小学館。ISBN 978-4094062748。（2016年）永井 紗耶子

### 随筆
- 『千曲川のスケッチ』（1912年）島崎藤村
- 『新・千曲川のスケッチ』（2002年）井出孫六 ISBN 978-4876635566

### 民謡
- 『小諸馬子唄』

## ご当地ソング
- 『あゝ小諸城趾』(昭和36年)三波春夫[34]
- 『高峰スキーシャンソン』夏目三郎・丘ひろみ
- 『小諸音頭』(小諸芸能協会)
- 『こもろドカンショ』水木一郎（夏の小諸市民まつりのテーマ曲　アルバム『ベスト・オブ・アニキング-赤の魂-』に収録。[35]
- 『千曲川慕情』石原裕次郎
- 『小諸情歌』大川栄策
- 『小諸ブルース』高倉三郎
- 『小諸わが想い出』由紀さおり(市制55周年を記念して永六輔作詞、小林亜星作曲で制作された。)[36][37]
- 『小諸なれそ節』藤みち子
- 『初恋』戌亥とこ（こもろ観光局タイアップソング、島崎藤村の「初恋」をベースとした楽曲）[38]